# Tenuipalpus stefani
Tenuipalpus stefani är en spindeldjursart som beskrevs av Meyer 1993. Tenuipalpus stefani ingår i släktet Tenuipalpus och familjen Tenuipalpidae. Inga underarter finns listade i Catalogue of Life.